# Hercule la New York
Hercule la New York (titlu original:  Hercules in New York) este un film american din 1969 regizat de Arthur Allan Seidelman (debut regizoral). Este creat în genurile fantastic, comedie, de acțiune. Scenariul este scris de Aubrey Wisberg.
A fost primul film de lungmetraj în care a apărut atunci  necunoscutul Arnold Schwarzenegger, care avea aproximativ 22 de ani când a fost produs filmul. Este de remarcat faptul că este unul dintre filmele despre care Schwarzenegger admite că regretă că a jucat în ele.

## Prezentare
Filmul începe pe Muntele Olimp unde fiul lui Zeus, Hercule, se ceartă cu tatăl său pentru că nu l-a lăsat de sute de ani să părăsească locuința zeilor pentru a merge în lumea muritorilor. În cele din urmă, Zeus obosit de cearta cu fiul său  aruncă cu fulgere din Olimp, oferindu-i lui Hercule ceea ce voia.
După câteva incidente ciudate în aer și pe mare, Hercule ajunge  la New York. Aici, întâlnirile cu oamenii care îl consideră o persoană fizică superioară, dar ciudată din punct de vedere social, duc la numeroase situații comice. Hercule întâlnește un tip mic, pe nume Pretzi, cu care se împrietenește. Zeus devine un luptător profesionist de succes.
Zeus este  iritat de poznele fiului său și pentru a nu-i mai face de râs pe zei o cheamă pe Nemesis pentru a-l opri pe Hercule. După o încercarea nereușită a lui Mercur de a-l aduce pe Hercule acasă, Zeus îi ordonă lui Nemesis să-l arunce pe Hercule în lumea de dincolo aflată sub controlul lui Pluto. Cu toate acestea, Juno, mama vitregă invidioasă a eroului, are alte planuri pentru fiul lui Zeus. În ultima bătălie apocaliptică, Hercule rămas fără puterile zeiești, este salvat de sosirea uimitoare a lui Atlas și a lui Samson, eroul biblic.

## Distribuție
- Arnold Stang - Pretzie
- Arnold Schwarzenegger - Hercule (menționat ca - Arnold Strong "Mr. Universe")
- Deborah Loomis - Helen Camden
- James Karen - Professor Camden
- Ernest Graves -Zeus
- Tanny McDonald - Juno
- Taina Elg - Nemesis
- Michael Lipton - Pluto